# Ječmišta
Ječmišta su naseljeno mjesto u općini Foča, Republika Srpska, BiH. 
Godine 1950. je s naseljem Donjim Brdima bilo spojeno u naselje Gornja Brda. Godine 1962. pripojeno mu je naselje Budišići (Sl.list NRBiH, br.47/62). Donja Brda pripojena su Pauncima (Sl.list NRBiH, br.47/62) i s Ječmištima spojena u naselje Gornja Brda koja su pripojena Susješnom (Sl.list NRBiH, br.47/62), a Gornja Brda su pripajanjem upravno ukinuta.

## Stanovništvo
| Narod     | Popis 1961. | Popis 1971. | Popis 1981. | Popis 1991. |
| --------- | ----------- | ----------- | ----------- | ----------- |
| Hrvati    |             |             |             |             |
| Muslimani | 27          | 15          | 13          | 10          |
| Srbi      | 232         | 244         | 185         | 113         |
| ostali    | 3           | 7           | 3           |             |
| Ukupno    | 262         | 266         | 201         | 123         |